# Carl Fuller
Carl Edmond Fuller (St. Augustine, 10 gennaio 1946) è un ex cestista statunitense, professionista nella ABA.

## Carriera
Venne selezionato dai St. Louis Hawks al settimo giro del Draft NBA 1967 (73ª scelta assoluta) e dai Detroit Pistons al quinto giro del Draft NBA 1968 (148ª scelta assoluta).

## Palmarès
- Campione EPBL (1970)